# Ferrocarril Trans-Aral

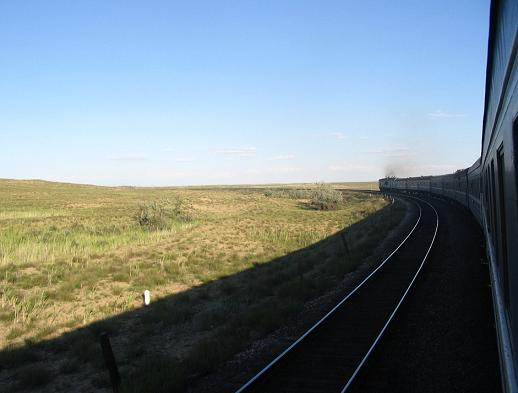
Una vista desde el tren en el curso del ferrocarril Trans-Aral. Gran parte de la vía surca la vasta estepa kazaja.

El ferrocarril de ancho de vía ruso (1520 mm) conocido como Ferrocarril Trans-Aral (también conocido como Ferrocarril de Tashkent) fue construido en 1906 para conectar Kinel y Tashkent, entonces ambas en el Imperio Ruso. En la primera parte del siglo XX era el único medio ferroviario que conectaba la Rusia europea con Asia central.
Existían planos para construir la línea Oremburgo Tashkent ya en 1874. Los trabajo de construcción, sin embargo, no se iniciaron hasta toño de 1900. El ferrocarril fue construido simultáneamente desde los dos extremos, hasta que se llegara a una unión común. Se abrió en enero de 1906, uniendo la red existente de ferrocarriles rusos y europeos al Ferrocarril Trans-Caspio.
Después de la Revolución rusa de 1917 la línea fue bloqueada por los cosacos al mando del atamán Dutov. Al cortarle el suministro de comida, e incapaz de mantenerse debido al cultivo forzoso de algodón, el Turquestán ruso experimentó una hambruna intensa. La pérdida temporal del Trans-Aral permitió al Soviet de Tashkent un cierto nivel de autonomía de Moscú en el período inmediatamente posterior al golpe bolchevique, lo que resultó en atrocidades tales como la masacre de Kokand, en la que fueron asesinadas entre 5000 y 14 000 personas.
La línea pasa a través de varias ciudades notables de Kazajistán, incluyendo Aral, Kyzylorda, Turkistan, y Shymkent. Conecta en Arys con el Ferrocarril Turquestán-Siberia hacia Almaty, en el Kazajistán oriental, al sur de Siberia.